# Borikenophis variegatus
Borikenophis variegatus (монаський полоз) — вид змій родини полозових (Colubridae). Ендемік Пуерто-Рико.

## Поширення і екологія
Монаські полози мешкають на острові Мона, розташованого на захід від Пуерто-Рико, за деякими свідченнями, також зустрічаються на острові Десечео. Вони живуть в сухих тропічних лісах і чагарниках. Живляться геконами та іншими ящірками, можливо, також дрібними птахами і ссавцями.

## Збереження
МСОП класифікує стан збереження цього виду як близький до загрозливого. Borikenophis variegatus загрожує хижацтво з боку інтродукованих свиней, а завезені пацюки скорочують популяцію їх здобичі.